# ويلف هيرد
ويلف هيرد هو سياسي كندي، ولد في 22 يوليو 1950. نشط حزبياً في الحزب الليبرالي الكندي.